# 山﨑颯一郎
山﨑 颯一郎（やまざき そういちろう、1998年6月15日 - ）は、石川県加賀市出身のプロ野球選手（投手）。右投右打。オリックス・バファローズ所属。

## 経歴

### プロ入り前
読売ジャイアンツファンであった祖父の勧めで保育園児の頃からキャッチボールなどに親しみ、加賀市立山代小学校3年時から山代少年クラブで野球を始めた。加賀ボーイズ所属の加賀市立山代中学校3年時には身長が180cmを超え、2013年世界少年野球大会の日本代表に選出され優勝を経験した。
高校は敦賀気比高等学校に進学し、同校が平沼翔太を擁して福井県勢初の甲子園制覇を達成した第87回選抜高等学校野球大会では、2年生で背番号18を着けてベンチ入りしたものの登板機会は無かった。同年夏の第97回全国高等学校野球選手権大会において、2回戦の花巻東戦で救援登板し甲子園初登板を経験する。2年秋の第46回明治神宮野球大会では主戦投手として準優勝。3年春の第88回選抜高等学校野球大会では、1回戦の青森山田戦で堀岡隼人との投げ合いを制し完封勝利を挙げるも、2回戦で海星に2失点完投で敗北した。
3年夏は福井県大会2回戦で坂井相手に延長15回完投も、15回に2点を勝ち越されて初戦敗退し、最後の甲子園出場はならなかった。高校時代には「北陸のダルビッシュ」とマスコミから称された。
2016年10月20日に行われたドラフト会議では、オリックス・バファローズから6位指名を受け、契約金3000万円、年俸500万円（金額は推定）で入団に合意した。背番号は63。

### オリックス時代

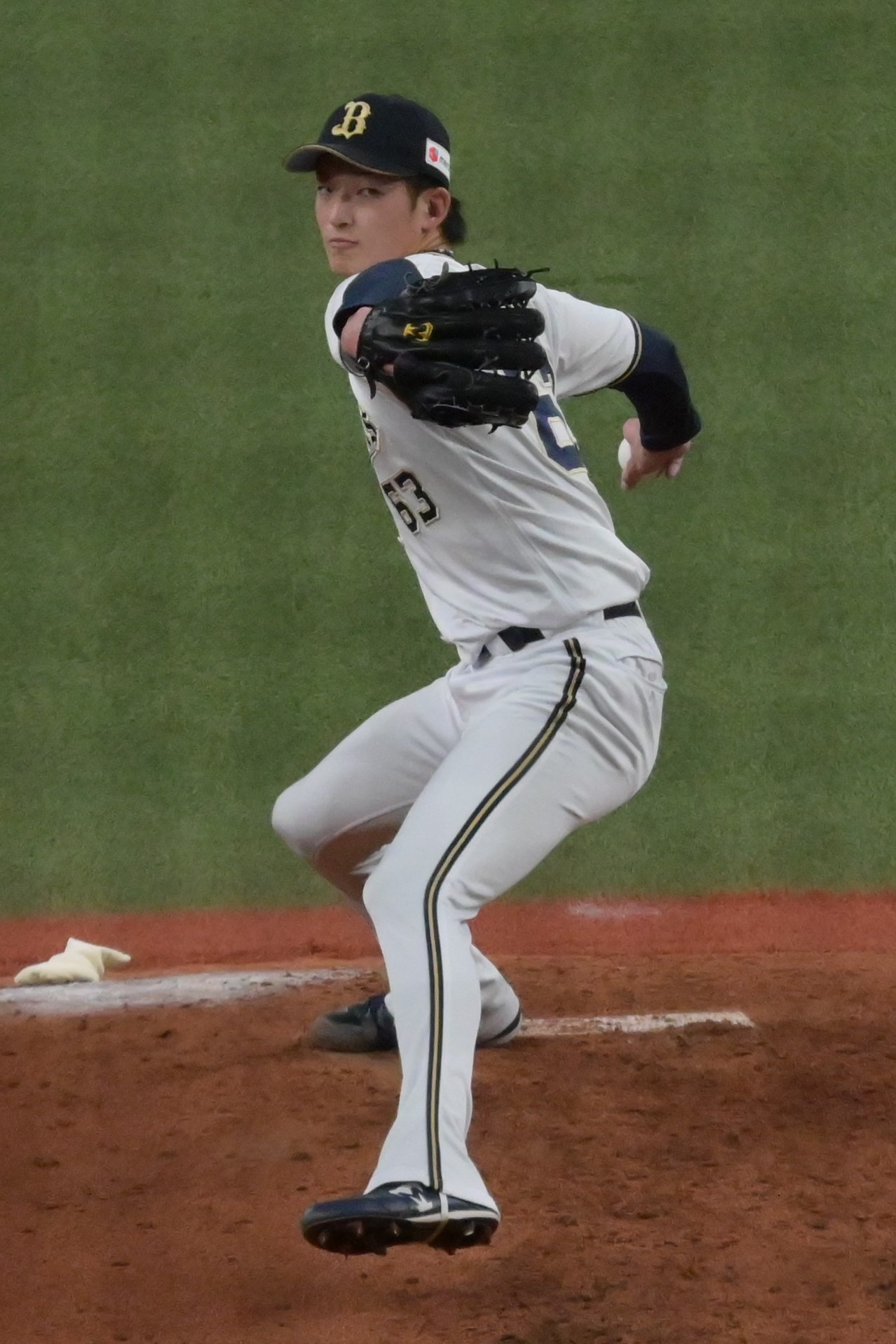
2021年11月12日 京セラドーム大阪

2017年はウエスタン・リーグで6試合・23回1/3を投げ、2勝1敗・防御率4.63を記録した。
2018年はウエスタン・リーグで20試合・100回1/3を投げ、5勝7敗・防御率4.66を記録し、シーズン終了後にWBSC U-23ワールドカップの日本代表に選出された。初戦の南アフリカ戦の先発を任されるなど、同大会では2試合に先発。10回2/3を投げて自責点0の好成績で最優秀防御率賞を獲得し、日本の準優勝に貢献した。
2019年5月8日、ウエスタン・リーグの福岡ソフトバンクホークス戦で右肘を負傷。PRP療法を受けたものの肘の違和感が無くならず、8月5日に右肘内側側副靭帯再建術（トミー・ジョン手術）を受けた。10月22日に戦力外通告を受け、12月2日に育成選手として再契約し、背番号が135に変更となった。
2020年10月1日、ウエスタン・リーグの阪神タイガース戦で実戦復帰を果たした。12月3日に支配下選手登録となり、背番号が63に戻ることが発表された。
2021年は4月27日に初めて一軍に昇格。5月1日のソフトバンク戦でプロ初登板を果たし、1イニングを無失点に抑えた。翌2日に出場選手登録を抹消されて以降は二軍で先発調整となり、7月7日の東北楽天ゴールデンイーグルス戦でプロ初先発。5回3安打無失点と好投するも勝敗は付かず、その後もなかなか勝ち星に恵まれなかった。9月29日の千葉ロッテマリーンズ戦で5回2/3を2失点に抑え、6度目の先発登板でプロ初勝利を挙げた。この年はレギュラーシーズンで9試合（8先発）に登板し、2勝2敗・防御率3.69を記録。ポストシーズンでは、ロッテとのCSファイナルステージ第3戦に先発して3回途中で降板したものの、東京ヤクルトスワローズとの日本シリーズ第4戦では5回4安打1失点と好投した。オフに850万円増となる推定年俸1300万円で契約を更改した。
2022年は自身初の開幕ローテーション入りを果たし、開幕3試合目の埼玉西武ライオンズ戦でシーズン初登板初先発となるも、6回途中4失点で勝敗付かず。その後は制球難や自身のフィールディングで自滅する登板が目立ち、4月25日に出場選手登録を抹消された。その後は二軍戦に2試合登板したのち、右肩のコンディション不良で3か月ほど実戦登板から離れた。ただ、この離脱期間でウエイトトレーニングに励んだことにより、球速がアップ。二軍でのリリーフ調整を経て、8月28日に一軍へ昇格すると、同日の西武戦に先発予定であった椋木蓮が右足首の捻挫により登板を回避。急遽先発することとなり、3回1安打5奪三振無失点と好投した。以降はリリーフとして起用され、9月20日のロッテ戦ではプロ初セーブを挙げるなど、10試合のリリーフ登板で計15イニングを1失点、6ホールド1セーブを記録してチームのリーグ連覇に貢献。この年の7月下旬に支配下登録された宇田川優希と共に、レギュラーシーズン終盤に印象的な活躍を見せると、ポストシーズンでも宇田川と共に、豪速球でねじ伏せる圧巻の投球を披露。ソフトバンクとのCSファイナルステージ第4戦では自己最速の160km/hを計測した。ヤクルトとの日本シリーズでは第1戦で平野佳寿、第2戦で阿部翔太が被弾で失点を喫すると、宇田川・ワゲスパックと共に勝ちパターンを確立。同シリーズではセットアッパーとして4試合に登板し、チーム26年ぶりの日本一にも貢献した。オフに1000万円増となる推定年俸2300万円で契約を更改した。
2023年はWBCへの出場（詳細後述）を経て、開幕1週間前にチームへ合流し、開幕を一軍で迎えた。本人が「WBC球からNPB球に変えて、ボールが浮いたり落ちなかったりする場面もあったのですが、落ちない理由も分かっています」と話したように、開幕してしばらくは浮いたストレートや落ちなかったフォークで被弾を喫する場面が見受けられたものの、4月30日のロッテ戦では自己最速タイの160km/hを計測するなど徐々に調子を上げ、5月7日の西武戦から7月11日のロッテ戦にかけて21試合連続無失点を記録した。守護神平野佳寿の離脱時は代役でクローザーを務めるなど、前半戦終了時点で34試合に登板し、0勝0敗18ホールド3セーブ・防御率1.57を記録。ファン投票で自身初のオールスターに選出され、球宴第1戦に6番手として登板し、1イニングを無失点に抑えた。後半戦も18試合連続無失点と好投を続け、チームがリーグ3連覇を決めた9月20日のロッテ戦では胴上げ投手となった。ただ、続く同26日の西武戦で1/3回を6失点、シーズン初黒星を喫すると、翌27日に左腸腰筋の筋損傷と診断され、出場選手登録を抹消された。この年はチーム最多の53試合に登板し、1勝1敗27ホールド9セーブ・防御率2.08と好成績を収め、チームのリーグ3連覇に貢献。ロッテとのCSファイナルステージが開幕した10月18日に一軍復帰を果たしたが、阪神タイガースとの日本シリーズ第3,4戦では2試合連続でベンチから外れ、第5戦では2点リードの8回裏に登板するも、3失点で救援に失敗した。オフに背番号21への変更が発表され、12月10日の契約更改交渉では4700万円増となる推定年俸7000万円でサインした。
2024年は春季キャンプ終盤に下半身のコンディション不良を発症。滑り込みで開幕一軍入りは果たしたものの、開幕から4登板で0勝1敗・防御率2.45、計3回2/3で7安打1四球と不安定な投球が続き、4月14日に出場選手登録を抹消された。5月22日に一軍に復帰し、翌日の約1か月半ぶりとなる登板では1イニングを三者凡退に抑えたが、28日の登板では直球の平均球速が140km/h台前半と本調子ではなく、一軍復帰後の登板3試合で無失点ながら、上半身のコンディション不良を理由として29日に出場選手登録を抹消された。コンディション不良の内容については、のちに右肩鎖骨の奥と背中側の筋肉の肉離れであったと明かしており、その故障の部位から呼吸をしても患部に響き、歩くのも体をかがめながらゆっくりでないといけないという状態で、離脱後はウエイトトレーニングができずに筋肉量を落としてしまった。同年は前述の7試合登板にとどまった。12月4日、1700万円減となる推定年俸5300万円で契約を更改した。

## 代表経歴

### 第5回WBC
2023年3月14日にNPBは、腰の張りで離脱した栗林良吏を第5回WBCの出場選手から登録抹消し、代わりに山崎を登録したことを発表。オリックスでの春季キャンプ中からWBC仕様の球で練習を続け、緊急事態に備えていたものだった。ただ、同16日の準々決勝以降（3試合）での登板機会は無く、「投げられなかったのはすごく悔しい気持ちもあります」と悔しさを口にしながらも「間違いなくいい経験になりました」とも話した。

## 選手としての特徴・人物
190cmの長身から投げ下ろす最速160km/hのストレートを中心にフォーク・ナックルカーブ・カットボールを織り交ぜる。ナックルカーブはプロ入り後にチームメイトのブランドン・ディクソンから教わったものである。
目標とする投手は斉藤和巳。オリックス入団後はウォーカー・ビューラーに憧れており、2024年からつける背番号21は彼にあやかったもの。
2020年にオンラインで開かれたオリックスのファンフェスタにおいて料理対決の審査員として登場した際、上半身裸にエプロン、三角巾様のバンダナ姿の「吹田の主婦」のキャラクターで登場し話題を集めた（以降は山﨑の愛称として定着している）。翌年のファンフェスタにおいても、「吹田の主婦」キャラクターで登場している。このことがきっかけとなり、2022年オフにはオリックス球団YouTubeの企画で「吹田の主婦、吹田に行く」として吹田市を初訪問し、市長の後藤圭二とREDHORSE OSAKA WHEELのゴンドラ内で対談を行った。
愛称は上記の「吹田の主婦」の他、山﨑本人が推している「そうちゃん」、同学年の山本由伸や宇田川優希らから呼ばれる名前の颯一郎を短縮した「ソーイチ（ソウイチ）」などがある。

## 詳細情報

### 年度別投手成績
| 年 度     | 球 団      | 登 板 | 先 発 | 完 投 | 完 封 | 無 四 球 | 勝 利 | 敗 戦 | セ 丨 ブ | ホ 丨 ル ド | 勝 率 | 打 者 | 投 球 回 | 被 安 打 | 被 本 塁 打 | 与 四 球 | 敬 遠 | 与 死 球 | 奪 三 振 | 暴 投 | ボ 丨 ク | 失 点 | 自 責 点 | 防 御 率 | W H I P |
| --------- | ---------- | ----- | ----- | ----- | ----- | -------- | ----- | ----- | -------- | ----------- | ----- | ----- | -------- | -------- | ----------- | -------- | ----- | -------- | -------- | ----- | -------- | ----- | -------- | -------- | ------- |
| 2021      | オリックス | 9     | 8     | 0     | 0     | 0        | 2     | 2     | 0        | 0           | .500  | 169   | 39.0     | 32       | 1           | 20       | 0     | 5        | 29       | 0     | 0        | 16    | 16       | 3.69     | 1.33    |
| 2022      | オリックス | 15    | 5     | 0     | 0     | 0        | 0     | 2     | 1        | 6           | .000  | 145   | 36.0     | 30       | 2           | 10       | 1     | 1        | 29       | 0     | 0        | 15    | 12       | 3.00     | 1.11    |
| 2023      | オリックス | 53    | 0     | 0     | 0     | 0        | 1     | 1     | 9        | 27          | .500  | 211   | 52.0     | 42       | 3           | 18       | 0     | 0        | 60       | 0     | 0        | 12    | 12       | 2.08     | 1.15    |
| 2024      | オリックス | 7     | 0     | 0     | 0     | 0        | 0     | 1     | 0        | 0           | .000  | 28    | 6.2      | 7        | 0           | 3        | 0     | 0        | 2        | 0     | 0        | 1     | 1        | 1.35     | 1.50    |
| 通算：4年 | 通算：4年  | 84    | 13    | 0     | 0     | 0        | 3     | 6     | 10       | 33          | .333  | 553   | 133.2    | 111      | 6           | 51       | 1     | 6        | 120      | 0     | 0        | 44    | 41       | 2.76     | 1.21    |

- 2024年度シーズン終了時

### 年度別守備成績
| 年 度 | 球 団      | 投手  | 投手  | 投手  | 投手  | 投手  | 投手     |
| 年 度 | 球 団      | 試 合 | 刺 殺 | 補 殺 | 失 策 | 併 殺 | 守 備 率 |
| ----- | ---------- | ----- | ----- | ----- | ----- | ----- | -------- |
| 2021  | オリックス | 9     | 0     | 3     | 0     | 0     | 1.000    |
| 2022  | オリックス | 15    | 0     | 4     | 1     | 0     | .800     |
| 2023  | オリックス | 53    | 3     | 6     | 0     | 0     | 1.000    |
| 2024  | オリックス | 7     | 0     | 0     | 0     | 0     | ----     |
| 通算  | 通算       | 84    | 3     | 13    | 1     | 0     | .941     |

- 2024年度シーズン終了時

### 記録
初記録
- 初登板：2021年5月1日、対福岡ソフトバンクホークス8回戦（京セラドーム大阪）、7回表に3番手で救援登板、1回無失点
- 初先発登板：2021年7月8日、対東北楽天ゴールデンイーグルス14回戦（京セラドーム大阪）、5回無失点で勝敗つかず
- 初奪三振：同上、1回表に島内宏明から見逃し三振
- 初勝利・初先発勝利：2021年9月29日、対千葉ロッテマリーンズ21回戦（ZOZOマリンスタジアム）、5回2/3を2失点
- 初ホールド：2022年9月2日、対千葉ロッテマリーンズ20回戦（ZOZOマリンスタジアム）、6回裏に2番手で救援登板・3回無失点
- 初セーブ：2022年9月20日、対千葉ロッテマリーンズ23回戦（ZOZOマリンスタジアム）、9回裏に5番手で救援登板・完了、1回無失点

その他の記録
- オールスターゲーム出場：1回（2023年）

### 背番号
- 63（2017年[11] - 2019年、2021年[20] - 2023年）
- 135（2020年[18]）
- 21（2024年[68] - ）

### 代表歴
- 2018 WBSC U-23ワールドカップ 日本代表
- 2023 ワールド・ベースボール・クラシック日本代表